# Frontera entre Argelia y Marruecos
La frontera entre Argelia y Marruecos es una frontera terrestre internacional acordada por una convención firmada en Rabat en 1972, ratificada por Argelia en 1973 y por Marruecos en 1992. Es bastante larga, según las fuentes, de 1 739 a 1 900 kilómetros.
Marruecos reivindica el territorio disputado del Sahara Occidental, igualmente limítrofe con Argelia. Según esta reivindicación la frontera entre Argelia y Sahara Occidental (39 a 41 km) estaría englobada en la frontera argelino-marroquí, que tendría entonces una longitud de 1 778 a 1 941 kilómetros.
La frontera quedó cerrada a todo tráfico desde 1994.

## Historia

### Periodo precolonial

#### Fronteras del norte
Las fronteras de la región eran bastante fluctuantes hasta finalizar el siglo XVIII, cuando se establecieron definitivamente. Najima Thay Thay Rhozali recuerda que «los países del Magreb no tuvieron fronteras definidas hasta después del establecimiento militar de los europeos en estos países». Antes, la noción de límite era inexistente, permitiendo una gran movilidad de las poblaciones que no reconocen las tentativas de delimitación.
Bajo el reinado de la dinastía saadí, el río Muluya sirvió de frontera entre Marruecos y la Regencia de Argel, contrarrestando «la expansión de los turcos otomanos» hacia el oeste. Anthony S. Reyner parte este límite desde su desembocadura, sin hacerle seguir el total del curso de agua, presentándola como la «frontera oriental tradicional de Marruecos» pero también una zona de conflicto por la posesión de Uchda. El Muluya es un límite fijado de mutuo acuerdo aunque Uchda (1549) y después Debdú (1563), al este del Muluya, fueron tomadas por las saadíes. La frontera del Muluya fue respetada por ambas partes durante un siglo después del asesinato del rey saadí Mohammed ash-Sheikh (1557).
El príncipe alauí Mohammed Ier retomó Uchda en 1641, la región de Tremecén y llegó hasta Laghouat, antes que los turcos. Algunos golpes de estado ocurrieron en Orán, considerada como marroquí por la dinastía alauí. Mohammed Ier se comprometió, en un tratado negociado con el bajá de Argel en 1647, a no más ir más allá de Tafna, «considerada entonces como la frontera común que delimitaba las influencias turcas de las marroquíes». En 1651, sometió la región de Nedroma antes de volver sobre Uchda que recayó en manos de los turcos hacia 1692. A pesar de estas impugnaciones fronterizas, los turcos consideraban a Tafna como límite entre los territorios marroquíes y turcos.
El sultán alauí Moulay Ismaíl intentó a su vez una incursión hasta Djebel Amor en 1678-1679 pero, deshecho por la artillería turca, tuvo que reconocer el límite hasta Tafna, después de que los acuerdos de sus predecesores, Mohammed Ier y Moulay Rachid, reconocían esta delimitación; el tratado no fue aplicado porque una guarnición turca moraba en Nedroma, confirmado por Pierre Boyer, quien calificaba la frontera sobre Tafna de «teórica».
Al finalizar el siglo XVIII, el sultán alauí Moulay Sulaymán reocupó Uchda integradándola al territorio marroquí en 1795 y fijó la frontera en el uadi Kiss. Al mismo tiempo, entre 1792 y 1830, los sultanes alauíes proclamaron a los beys de Orán como «sucesores patrimoniales de España», antes de aprovechar el derrumbamiento de la Regencia de Argel para lanzar su ejército sobre la Oranía: los habitantes de Tremecén reconocieron pronto al sultán marroquí Abd ar-Rahmán ibn Hisham como su soberano.

### Periodo colonial

Frontera entre Marruecos y Argelia en 1963.

La frontera entre la Argelia francesa (comprendiendo los Territorios del Sur) y Marruecos se dividió en tres trozos que han sido definidos sucesivamente: del mar Mediterráneo a Figuig, de Figuig a Hamada du Guir, de Hamada du Guir al Sahara español.

#### Del Mediterráneo a Figuig
El primer trozo fue definido por primera vez por el tratado de Lalla Maghnia, firmado el 18 de marzo de 1845 por el general Aristide de la Rüe, por Francia, y el sid Ahmida Ben-Ali, por Marruecos.
Este tratado fijó la frontera desde la desembocadura de la uadi Kiss, sobre la costa mediterránea, hasta el puerto de Teniet-Sassi, en el Atlas telliano, a 120 kilómetros del Mediterráneo.
De Teniet Sassi a Figuig, el trazado corresponde a una línea media entre ambas series de plazas enumeradas en el tratado mencionado. Hasta el final del periodo colonial, este trazado, que no es oficialmente reconocido por Marruecos, dio lugar a algunas impugnaciones. Sin embargo, en 1963 el ejecutivo franceses concedió que su homólogo marroquí estaría fundado a reclamar la palmeria de El-Adjar que pertenece a los habitantes de Figuig, y que las autoridades francesas de Argelia renunciaron a recensar en 1950.

#### De Figuig a la hamada del Guir
Al sur de Figuig y hasta la hamada del Guir, los límites entre la Argelia francesa y Marruecos quedaron menos precisas. Las administraciones francesas de Argelia y del protectorado de Marruecos se esforzaron en adaptar a los datos geográficos y humanos las estipulaciones de los acuerdos franco-marroquíes anteriores al protectorado.
El primero es el protocolo del 20 de julio de 1901, firmado en París por el ministro francés de Asuntos Exteriores, Théophile Delcassé, y su homólogo marroquí, Abdelkrim ben Slimane. Se nombró una comisión de demarcación a lo largo de la frontera. El acuerdo del 20 de abril de 1902, es el resultado del trabajo de la comisión común decidida durante el protocolo del 20 de julio de 1901. En su artículo 1º, este dice: «la autoridad marroquí estará consolidada entre el Mediterráneo y Figuig con el concurso de Francia, el reino ayudará a Francia a asentarse en el Sahara». El artículo IX pide el nombramiento de un administrador marroquí de Figuig para ayudar a las autoridades argelinas a asegurar el orden y la paz en Kenadsa, Béchar y Ouakda.
El segundo acuerdo se firmó en París el 4 de marzo de 1910, por el ministro francés de Asuntos Exteriores, Stephen Pichon, y, por Marruecos, Mohammed el Mokri y Abdellah El Fassi.
Dado que ambos acuerdos son imprecisos y a veces contradictorios, las administraciones francesas buscaron un trazado más preciso. Un primer trazado, conocido como la línea Varnier, fue propuesto desde 1912 por Maurice Varnier. Un segundo trazado, conocido como la línea Trinquet, fue propuesto en 1938 por el coronel Trinquet. Estos dos proyectos de frontera no son oficialmente homologados aunque la línea Trinquet sirvió de frontera de hecho hasta 1956 con el final del protectorado francés de Marruecos. Hasta 1962 y la independencia de Argelia, el ejecutivo marroquí consideraba la línea Trinquet como la frontera oriental mínima de Marruecos. En 1963, el ejecutivo francés reconoció que su homólogo marroquí invocaría los acuerdos de 1901 y de 1910 que para él son más ventajosos, sobre todo porque Meridja, plaza argelina situada sobre la línea Trinquet, figuraba en 1912 entre el número de las plazas reconocidas al sultán. El ejecutivo francés concedió sin embargo que su homólogo argelino podría sostener que las autoridades francesas no consideraban la línea Trinquet como una verdadera frontera ya que en 1958, el mando francés en Argelia lo había rechazado hacia el oeste, para razones estratégicas, creando así una tercera línea, conocida como la línea operativa.

#### De la hamada del Guir al Sahara español
Ningún acuerdo franco-marroquí se refirió al trazado desde de la hamada de Guir al Sahara español. En 1938, el coronel Trinquet prolongó en efecto su línea teniendo cuenta de la obediencia administrativa de las poblaciones, de sus terrenos tradicionales así como de los accidentes geográficos.
En 1903 el general Lyautey fundó Colomb-Béchar, puesto fronterizo frente a Marruecos y las luchas del Cheikh Bouamama. Las autoridades marroquíes aseguraron que Colomb-Béchar ha sido construida sobre su territorio.
Más allá de Teniet Sassi, una decisión ministerial francesa del 21 de mayo de 1912 fijó una frontera provisional sobre dicha línea Varnier. Pasa cerca de Ich, Figuig y Tiberiatine. La región de Tinduf fue conquistada por los Franceses en 1934; sería más tarde reivindicada por el reino de Marruecos.

### Desde la independencia de Marruecos

El «Gran Marruecos» reivindicado por el Istiqlal en 1956.

En julio de 1956, apenas algunos meses después del independencia de Marruecos, Abdelkebir el Fassi publicó en primera página del periódico del Istiqlal El Alam un mapa del Gran Marruecos. Algunos días más tarde, su primo Allal El Fassi, presidente del Istiqlal, publicó en el mismo periódico un artículo donde declara que «por razones de geografía, de historia y de derecho internacional, las «fronteras naturales» del Sahara Occidental se extienden hasta la frontera entre Mauritania y Senegal». Recordó que milita para esta teoría desde 1948. Afirmó las reivindicaciones sobre Tuat, Béchar y Tinduf. El rey Mohammed V adoptó oficialmente esta política en febrero de 1958 y se desplaza a M'hamed, en el sur de Marruecos, para agradecerle a sus «fieles súbditos saharauíes» adentro y afuera de Marruecos (Erguibat, Tekna, Oulad Delim, Chenguit, etc). Después, Marruecos no cesó de repetir que no había ninguna frontera al sur de Teniet-Sassi.
- 6 de julio 1961, un acuerdo entre Hasán II y Ferhat Abbas, presidente del GPRA, estipuló que las reivindicaciones marroquíes serían discutidas al día siguiente de la independencia de Argelia.

### Desde la independencia de Argelia
- Del 1º octubre al 5 de noviembre de 1963, ocurrió la guerra de las arenas. Se firmó una tregua en Bamako.
- Mayo a julio de 1966, incidentes como consecuencia de la nacionalización de las minas de Gara Djebilet por Argelia.
- 15 de enero de 1969, firma del tratado de amistad de buen vecindario y de cooperación de Ifrane.[23]
- Julio de 1970, puesta en marcha de una comisión mixta de demarcación.
- 15 de junio de 1972, en nombre del presidente argelino Houari Boumédiène y del rey de Marruecos Hassan II, se firmó la «Convención relativa al trazado de la frontera de Estado establecido entre el Reino de Marruecos y la República argelina democrática y popular» por sus ministros de asuntos exteriores Abdelaziz Bouteflika y Ahmed Taibi Benhima, poniendo final a las reivindicaciones marroquíes sobre el Sahara argelino.[24][25]
- 17 de mayo de 1973, ratificación de esta convención por la asamblea argelina.[26]
- 28 de mayo de 1992, la Cámara de Representantes del reino marroquí ratificó a su vez la convención demarcadora de la frontera con Argelia.

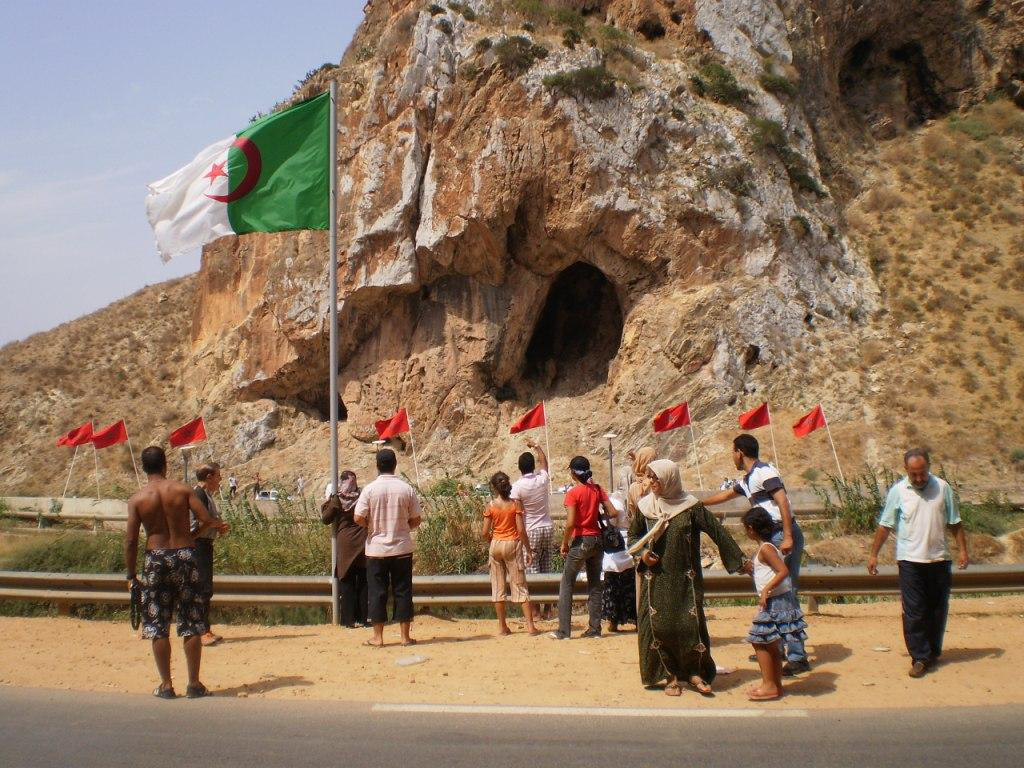
Saludos de vecinos, desde ambas partes de la frontera argelino-marroquí.

- 1994, como consecuencia del atentado de Marrakech los marroquíes impusieron la visa a las residentes argelinos, provocando el cierre sus fronteras por parte de Argelia.
- 31 de julio 2004, el acceso al territorio marroquí ya no fue sometido a las formalidades de visa.
- 2005: se levantó el requisito la visa de entrada en Argelia.

### Cierre de la frontera en 1994
A consecuencia del atentado del 24 de agosto de 1994 en el hotel Atlas Asni de Marrakech, las relaciones se crisparon entre ambos países. Los terroristas eran franceses de origen argelino, y Marruecos, sospechando la implicación de los servicios secretos argelinos, decidió expulsar del reino los residentes argelinos sin documento de estancia, e instauró una visa obligatoria para aquellos que deseaban devolverse al territorio. Argelia respondió a estas medidas con una clausura total de las fronteras terrestres (si bien las fronteras aéreas quedaron abiertas), y se opone fervientemente a su reapertura una vez levantada la obligación de visa por Marruecos.
Según Fatiha Daoudi, el cierre perduró durante más de veinte años justificada por las «frustraciones y las susceptibilidades acumuladas durante la guerra de las arenas y después de la recuperación del Sahara Occidental que por otra parte han tenido, ambos, por causa directa la impugnación de las fronteras heredadas del colonialismo».

## Características
La frontera entre Argelia y Marruecos fue el objeto de una convención firmada en 1972 entre ambos países y depositada en la ONU el 14 de mayo de 1988.
Antes, la frontera entre Argelia y Marruecos era un asunto de disputas: por prudencia, su trazado no era indicado sobre el mapa Michelin de Marruecos al 1/1000000; los trazados indicados por los demás editores estaban dibujadas con puntos debajo del paralelo 34º, y a su vez contradictorios: el mapa de carretera Rough indicaba un trazado cercano de aquel de la convención citada antes, en tanto aquel comercializado por el IGN francés se apartaba notablemente.

### Norte
- La frontera entre Marruecos y Argelia inicia al norte por el uadi Kiss sobre cerca de 48 kilómetros hasta algunos kilómetros de la plaza frontera de Zoudj Baghel entre las ciudades de Uchda (Marruecos) y Maghnia (Argelia). Comienza en su desembocadura sobre el Mediterráneo separando las ciudades de Saïdia (Marruecos) y Marsa Ben Me Hidi (Argelia).
- Después del contorno de la ciudad de Uchda, la frontera encuentra un obstáculo natural con los macizos de Beni Snous y Beni Bou Saïd que se extienden al este del lado argelino.
- Después de un trazado más o menos rectilíneo, la frontera en parte las curvas de la uadi Bou LArjam en el valle árido del Chott El Gharbi (lago salado) en la wilaya de Naama. Se prolonga por una parte de la llanura árido del lado marroquí y la llanura esteparia del lado argelino.

### Hamada del Guir
- Luego están los montes de Ksour, contrafuertes de los Atlas saharianos que sirven de frontera natural excepto el enclave formado por la región del oasis de Figuig.
- Una línea este-oeste de cerca de 160 km de longitud en el norte de Béchar hasta el uadi EchChair y de aquel baja al pleno sur sobre unos cuarentena kilómetros hasta el uadi Guir.
- Parte de modo lineal sobre un eje este-oeste sobre cerca de 80 kilómetros antes de marchar al sur a través del Hamada du Guir. La frontera está materializada por un ligera meseta del lado argelino y por las dunas de la Marzouga lado marroquí.

### Hamada del Draa
- La frontera continua sobre cerca de 200 kilómetros sobre un eje noreste sur-oeste a lo largo de los contrafuertes rocosos del Hamada de la Daoura hasta Dayet Ahrbor y el valle del Draa.
- Sigue luego las líneas de crestas a lo largo del uadi Draa sobre 380 kilómetros hasta el meridiano 8° 40' oeste.
- Finalmente la frontera sigue el méridien 8° 40' oeste hacia el sur sobre 116 kilómetros hasta el trifinio entre Argelia, Marruecos, y el Sahara Occidental.

### Contrabando y disfuncionamiento del estado
El contrabando organizado en torno a la frontera argelinro-marroquí, cerrada desde más de veinte años, revela aquí un disfuncionamiento de los dos estados que no llegan a erradicar este fenómeno, y a hacer aplicar su voluntad de clausura de las fronteras. Para Fatiha Daoudi, este disfuncionamiento reside en tres elementos: el carácter único de la vida fronteriza, una incapacidad material de los dos estados, y la tolerancia que existe entre los vigilantes de las fronteras. Si la clausura de la frontera es en teoría aplicada, la circulación de los bienes entre ambos países continúa existiendo, y el tránsito de la frontera por las personas que quieren recoger a su familia es frecuente. Esta tolerancia de los servicios aduaneros existe pues para Fatiha Daoudi «es función de la regulación de la vida fronteriza».